# N-120
La N-120 és una carretera nacional espanyola que uneix les ciutats de Logronyo i Vigo. Amb un recorregut de 662 km travessa les comunitats de La Rioja, Castella i Lleó i Galícia, unint ciutats com Burgos, Lleó, Ponferrada o Ourense.
Des del seu inici a Logronyo i fins a Ponferrada segueix, en la major part del seu recorregut, el traçat del Camí de Sant Jaume francès.